# Башня Геркулеса
«Башня Геркулеса» (также Геркулесова башня, исп. Torre de Hércules) — действующий маяк в северной части города Ла-Корунья (Галисия, Испания). Построен во времена Римской империи, считается древнейшим маяком в мире и единственным используемым древнеримским маяком. Строение имеет высоту 55 м (4-й по высоте маяк страны) и стоит на полуострове, скалистый берег которого возвышается на 57 м над водами залива Бетансос Атлантического океана. По одной из версий от башни (columna), ставшей символом Ла-Коруньи, и произошло название этого города (исп. La Coruña). По другой — оно связано с кельтским словом «clunia» (ирл. cluain), которое означает «луг».
«Башня Геркулеса» является памятником национального значения; в 2009 году была включена в список Всемирного наследия ЮНЕСКО. В состав объекта также входят: небольшое древнеримское строение, стоящее непосредственно рядом с башней, скульптурный парк, наскальные рисунки железного века в Монте-дос-Бикос и мусульманское кладбище.

## История

### Кельтское королевство
До прихода римлян на северо-западной конечности Пиренейского полуострова (современные комарки Бергантиньос, Бетансос и Коруния) располагалось королевство Бригантия, столицей которого (лат. Flavium Brigantium), как предполагается, был современный город Бетансос. Город Бригантия был крупным центром торговли с Британскими островами и, вероятно, на берегах эстуария, где он располагался, имелось несколько небольших сторожевых башен. Древнеримский маяк, известный в античности и Средние века как «башня Бригантии» (Farum Brigantium), мог быть построен на месте одной из таких финикийских башен.
Старейшая легенда о башне, найденная в книге захвата Ирландии (написана примерно в 1050 году), гласит, что кельтский король Бреоган основал город Бригантиум и воздвиг башню Бреогана, откуда можно было увидеть новую землю на севере. Сыновья Бреогана Ит и Мил собрали армию и отправились на заселение этой земли, которую назвали Ирландией (расстояние между Галисией и Ирландией составляет примерно 900 км, что из-за кривизны поверхности земного шара отрицает всякую возможность увидеть хотя бы вооружённым глазом не только достаточно низковысотную Ирландию, но и Эверест). Галисийская версия этой легенды, называемая «Trezenzonii Solistitionis Insula Magna», была написана примерно в 900—1000 гг. и повествует о том, как монах по имени Трезензоний (Trezenzonius) взобрался на башню Бригантии и, увидев прекрасную землю далеко в море, подобно сыновьям Бреогана отправился её исследовать.

### Римское владычество
Постройка башни датируется началом II века, возможно периодом правления императора Траяна (98-117 гг. н. э.). В I веке нашей эры Галисию захватили римляне для контроля над природными ресурсами (например, золотыми приисками в Лас-Медулас) и над атлантическими торговыми путями. Прибытие Юлия Цезаря в «Бригантию, галисийский город» упомянуто в трудах Диона Кассия. Греческий учёный Птолемей также писал о богатстве города, назвав его в своей книге «География» великим галисийским портом.
Берега у «края земли» были сложными для навигации, из-за чего получили название Коста-да-Морта («берег смерти»). В ходе улучшения инфраструктуры Тарраконской Испании, римляне построили несколько маяков вдоль атлантического побережья. Башня Бригантии была построена во II веке архитектором по имени Кай Сервий Лупо (лат. Caius Servius Lupus) родом из Аеминия (Коимбра), провинция Лузитания. Башня была построена в честь Марса, о чём свидетельствует надпись, высеченная на камне у подножья башни: «MARTI AUG.SACR C.SEVIVS LUPUS ARCHTECTUS AEMINIENSIS LVSITANVS.EX.VO».

### Средние века
В 407 году римляне покидают Галисию, и на её территории возникает независимое государство. Историк Павел Орозий, живший первые годы в королевстве Галисия упоминает башню Бригантии в труде «Historia adversum Paganos» (примерно 415—417 гг.): «Secundus angulus circium intendit, ubi Brigantia Gallaeciae civitas sita altissimum farum et inter pauca memorandi operis ad speculam Britanniae erigit» («На втором повороте (оплывая Испанию), где стоит галисийский город Бригантия, среди нескольких других памятников возведён очень высокий маяк для того, чтобы смотреть в сторону Британии»), что, вероятно, свидетельствует о сохранившихся до того времени торговых отношениях с Британией.
В Средние века башня, предположительно, утратила значение как маяк и была превращена в укрепление. Торговля с основными партнёрами Галисии — Британией и Средиземноморьем была затруднена нашествиями арабов и саксов. Спустя несколько веков атлантические побережья Европы разорялись викингами и норманнами, что также отразилось на торговле Бригантии с Британией. В 844 году 150 кораблей викингов атаковали Галисию и разорили Бригантию. Рейд был остановлен астурийским королём Рамиро I в битве при башне, после чего вдоль галисийского побережья были установлены смотровые башни, а бригантийский маяк стал использоваться в военных целях. Однако несмотря на предпринятые меры в 1015 году скандинавский флот под предводительством будущего короля Норвегии Олафа Харальдсона разорил Бригантию, после чего город, а с ним и маяк пришли в упадок.
Поскольку залив Бетансос постепенно заполнялся седиментами и перестал принимать крупные корабли, король Леона Альфонсо IX решил в 1208 году перенести порт в близлежащий город Круниа (Crunia). Быстрое развитие нового портового города привело к утере связей маяка с Бригантией, и его стали называть просто маяк (Faro), замок (Castelo) или старый замок (Castelo Vello).

### Миф о Геркулесе
Спустя более двухсот лет после появления Книги захватов, в конце XIII века кастильский король Альфонс X написал «Cronica General», где использовал средиземноморский миф для создания новой истории бригантийской башни. Новая легенда повествовала о греческом герое Геракле, который в ходе своего десятого подвига три дня подряд сражался против великана по имени Герион и одолел его. В честь победы Геракл воздвиг башню и привёл из Галатии (Анатолия) группу людей жить в городе, из-за чего эта земля стала называться Галиция.
Эта легенда пропагандировалась в Испании в течение XIX и XX веков, в результате маяк получил имя «Башня Геркулеса», в частности из-за того, что испанский филолог, историк и член Испанской королевской академии Рамон Менендес Пидаль придерживался этой версии наименования.

### Новое время
Войны Испании против Англии и Фландрии в XVII веке привели к снижению торговой активности и, как следствие, запустению маяка. В 1682 году сын герцога Лермы, введя специальный сбор с каждого приплывающего корабля, поручил архитектору Амаро Антуне (Amaro Antune) восстановить маяк. Антуне построил деревянную лестницу внутри башни и две небольших башенки для сигнальных огней.
За XVII и XVIII века галисийские власти несколько раз просили испанских королей отремонтировать маяк Коруньи. Наиболее основательное предложение содержалось в труде Хосе Корнида (José Andrés Cornide), который посвятил исследованию истории маяка 30 лет своей жизни. В 1788 году Карл III распорядился начать ремонт маяка, который был завершён уже во времена правления Карла IV, в 1791 году. Башня была полностью перестроена в классическом стиле с использованием работы Корнида. Работы возглавлялись архитектором Эустакио Джианнини (Eustaquio Giannini) и придали башне современный вид. Деревянная лестница была заменена каменной, сделана облицовка стен римской постройки, вместо полукруглой крыши был построен ещё один этаж из двух восьмериков. Немного позже, в период с 1799 по 1806 годы, лампа была заменена на вращающуюся и переведена с угля на масло. В 1861 году вокруг башни была сооружена платформа. Линза Френеля, использовавшаяся в маяке в период с 1857 по 1904 годы, в настоящее время является экспонатом национального музея науки и техники в Ла-Корунье.
С 1849 по 1858 годы в башне располагались учебные классы первой школы смотрителей маяков в Испании. В 1927 году в башню было проведено электричество. В ходе раскопок, проводившихся в 1994-95 годах под башней, были найдены древнеримские и средневековые (X—XII вв.) руины. Кроме того, были получены доказательства существования внешней стены вокруг башни, не дошедшей до наших дней.

## Строение
До переделки 1791 года башня имела призматическую форму с квадратным основанием. Снаружи в каменной стене размещалось две двери, а также асимметрично расположенные окна и выбитая спиральная дорожка наверх, след от которой заметен и по сей день. Два нижних этажа имели высоту по 9,6 м, а третий этаж добавлял ещё 14,35 м — башня являлась одним из высочайших зданий среди построенных римлянами на территории Испании.
В современном интерьере башни Геркулеса сохранились важные части оригинальной древнеримской конструкции. На каждом из трёх нижних этажей находится по четыре комнаты, а на четвёртом этаже, который был пристроен в 1791 году и имеет высоту 21 м, располагается двухуровневая комната восьмиугольной формы. Сложенные из гранита стены башни имеют толщину 2,15 м (внутренняя часть — 155 см, внешняя отделка — 60 см). По фасаду здания проходят диагональные полосы, добавленные по указанию Хосе Корнида как напоминание о внешней рампе или лестнице, позволявшей забираться на маяк с внешней стороны.

## Изображения «Башни Геркулеса»
Самые ранние изображения бригантийского маяка были найдены в кодексе из Бурго-де-Осма (1086 год), где он изображён в Галлеции рядом с сантьягским собором. На крупнейшей средневековой карте мира, которая была составлена в Англии приблизительно в 1300 году, башня с зажжённым сигналом также изображена рядом с конечной точкой пути Святого Иакова.
Первый известный герб Корунны датируется 1448 годом — это маленькая печать на страховом свидетельстве, которое было выдано городом португальскому купцу. На печати изображён маяк с висящим на нём фонарём и двумя раковинами гребешка по краям. В 1552 году на королевской грамоте короля Карла V появился новый герб с маяком и фонарём, а также с восемью раковинами и головой в короне, погребённой под башней. На гербе города XVI века, который изображён на главной лестнице городской ратуши, имеется маяк с внешним пандусом, фонарём наверху, голова с короной под башней и семь раковинами гребешка вокруг башни. Некоторые из гербов также содержат в верхней части Святой грааль королевства Галисии.

## Видеоматериалы
Видеоролик с анимацией, показывающий конструкцию Башни Геркулеса.
 Видеоролик секунды компьютерной реконструкции порта Равенны, где конструкция маяка схожа с конструкцией Башни Геркулеса.